# مسخره‌باز
مسخره‌باز فیلمی به کارگردانی و نویسندگی همایون غنی‌زاده و تهیه‌کنندگی علی مصفا محصول سال ۱۳۹۷ است.
این فیلم نخستین اثر سینمایی همایون غنی‌زاده‌است که در بخش سودای سیمرغ سی و هفتمین دوره جشنواره فیلم فجر (۱۳۹۷) حضور داشت و توانست چهار جایزه از جمله سیمرغ بلورین بهترین فیلم سینمایی بخش نگاه نو و سیمرغ بلورین فیلم‌های هنر و تجربه را کسب کند.
مسخره‌باز در سی و پنجمین دوره جشنواره فیلم ورشو ۲۰۱۹ توانست سه جایزه بخش‌های بهترین فیلم، بهترین کارگردانی و همچنین جایزه ویژه هیئت داوران را به دست آورد.

## خلاصه داستان
مسخره‌باز داستان جوانی به نام دانش (با بازی صابر ابر) شیفتهٔ بازیگری است که در یک سلمانی به همراه شاپور (با بازی بابک حمیدیان) کار می‌کند و شب‌ها بعد از اتمام کار به تمرین بازیگری می‌پردازد. صاحب‌کار او کاظم خان (با بازی علی نصیریان) که فردی معتقد به اصول اخلاقی است، به چیزی جز فیلم کازابلانکا و سلمانی‌اش فکر نمی‌کند و سر ماجرایی با سرهنگ کیانی (با بازی رضا کیانیان) از قدیم‌الایام مشکل دارد. مانفرد (با بازی داریوش موفق) که دوست و کارچاق‌کن این سلمانی است، شبی وارد سلمانی می‌شود و بیان می‌کند که موهای بلند زنان را به قیمت خوب می‌خرد. و این آغاز ماجرایی است که پایانش سونامی است.

## بازیگران[۳]
- صابر ابر در نقش دانش
- علی نصیریان در نقش کاظم خان
- بابک حمیدیان در نقش شاپور
- رضا کیانیان در نقش بازپرس کیانی
- هدیه تهرانی در نقش هما
- داریوش موفق در نقش مانفرد
- محسن حسینی در نقش استاد معروفی

## جوایز

### جشنواره بین‌المللی فیلم ورشو[۴]
- جایزه ویژه هیئت داوران
- جایزه بهترین فیلم
- جایزه بهترین کارگردانی

### سی و هفتمین دوره جشنواره فیلم فجر
| قسمت                       | نامزد            | نتیجه    |
| -------------------------- | ---------------- | -------- |
| بهترین فیلم اول            | همایون غنی‌زاده   | برنده    |
| بهترین فیلم هنر و تجربه    | همایون غنی‌زاده   | برنده    |
| بهترین بازیگر نقش مکمل مرد | علی نصیریان      | برنده    |
| بهترین جلوه‌های ویژه بصری   | جواد مطوری       | برنده    |
| بهترین فیلم‌برداری          | علی قاضی         | نامزدشده |
| بهترین طراحی صحنه          | سهیل دانش اشراقی | نامزدشده |
| بهترین طراحی لباس          | الهام معین       | نامزدشده |
| بهترین چهره‌پردازی          | ایمان امیدواری   | نامزدشده |